# Tchicaya U Tam'si
Tchicaya U Tam'si (el seu nom veritable era Gérald-Félix Tchicaya, Mpili (Àfrica Equatorial Francesa, 25 d'agost de 1931 - Bazancourt (Oise), 22 d'abril de 1988) va ser un escriptor de la República del Congo. Era fill de Jean-Félix Tchicaya qui representà l'Àfrica Equatorial a l'Assemblea Nacional Francesa de 1944 a 1958. És considerat com dels grans poetes del continent africà.

## Biografia

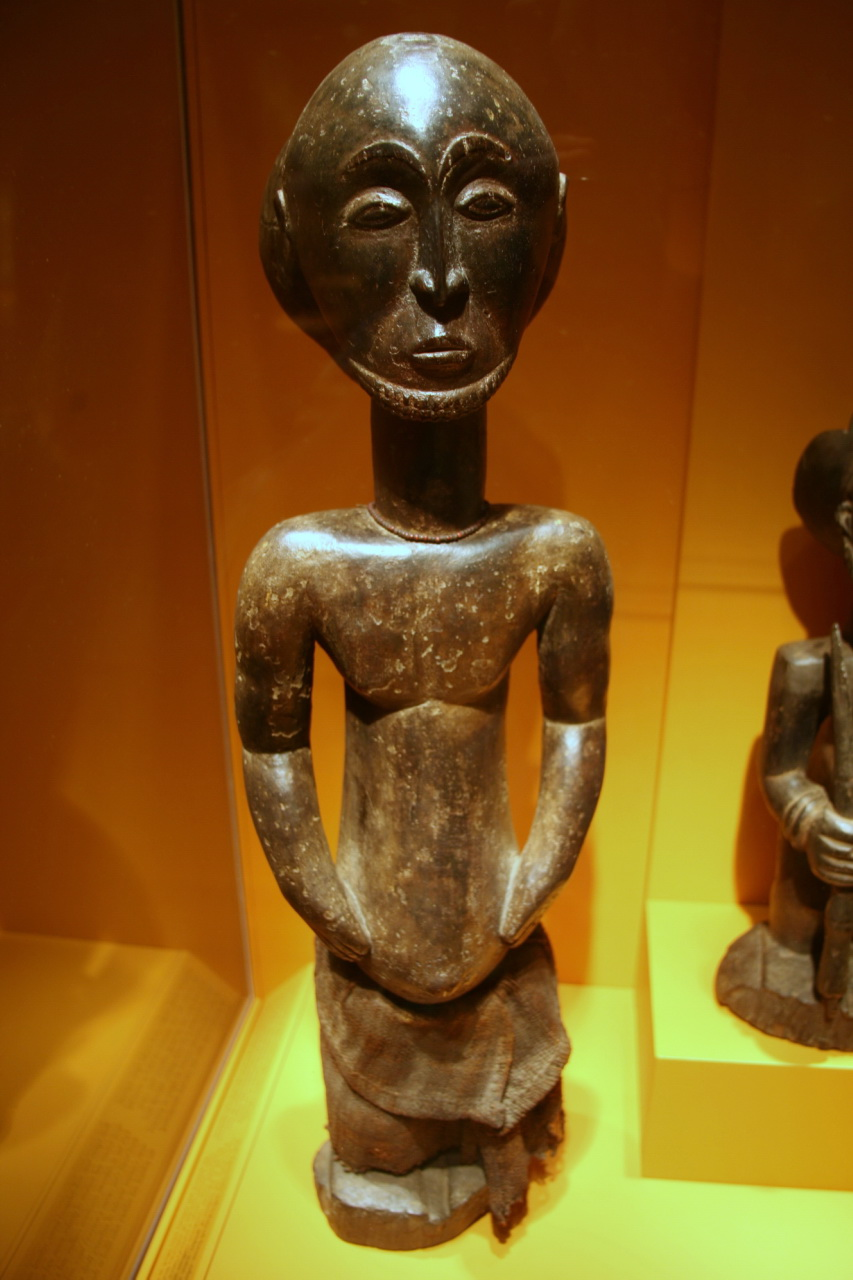
Figure d'ancestre hemba.

Va passar la seva infantesa a Pointe-Noire i quan va complir els 15 anys va continuar els seus estudis a França. Va començar a publicar els seus poemes el 1955. Gérald-Félix Tchikaya va prendre el 1957 el pseudònim d'U Tam'si (en kikongo aquell qui parla pel seu país), pseudònim que també prendrà Marcel Sony dit Sony Labou Tansi. El seu pare "predestina el seu fill a la professió de magistrat però el fill rebel surt de l'escola abans d'acabar el batxillerat per practicar alguns petits negocis i dedicar-se a escriure".
A l'edat de 24 anys, va publicar la seva primera col·lecció ,Le Mauvais sang inspirada en Arthur Rimbaud, i és considerat per unanimitat el poeta africà més talentós de la seva generació. La seva veu, que es nega a associar-se amb els puntals de la negritud, segueix sent el més important que ha sorgit des d'Aimé Césaire.
El 1960, en el moment de la independència africana, va tornar al seu país, posa la seva ploma al servei de Patrice Lumumba, però aquest és assassinat; això el convenç de marxar. La seva escriptura forma part de la descolonització i la lluita contra racisme i discriminació sense formar part del moviment negritud. La figura de Patrice Lumumba, màrtir de la independència congolesa, que serveix de teló de fons de la col·lecció Le Ventre, va donar a les paraules del poeta una dimensió tràgica. »
Va treballar a la UNESCO fins al 1986, quan es va retirar anticipadament per dedicar-se íntegrament a la literatura fins a la seva mort el 1988 a l'edat de 56 anys. També és autor de quatre novel·les i tres obres teatrals, però destaca principalment com a poeta. El 1989 es va instaurar a Assilah (Marroc) en honor seu el Premi Tchicaya U Tam'si de Poesia Africana, atorgat fins al 2014.

## Obres

### Poesia
- Le Mauvais Sang, Pierre Jean Oswald, 1955 ; réédition avec Feu de brousse et A triche cœur, L'Harmattan.
- Épitomé, coll. « L'aube dissout les monstres », P. J. Oswald Éditeur, Honfleur 1962.
- Le Ventre, 1964 seguit de Le Pain ou la Cendre 1978, réédité éd. Présence africaine 1999.
- J’étais nu pour le premier baiser de ma mère, Œuvres complètes I, Gallimard, coll. « Continent noir », 2013

### Narracions
- Les Cancrelats, Albin Michel, 1980.
- Les Méduses, Albin Michel, 1982.
- Les Phalènes, Albin Michel, 1984.
- Ces fruits si doux de l'arbre à pain, Seghers, 1987.

### Théâtre
- Le Zulu suivi de Vwène Le Fondateur, Nubia, 1977.
- Le Destin glorieux du maréchal Nnikon Nniku, prince qu'on sort, Présence africaine,1979.
- Le Bal de N'dinga, éd. L'Atelier imaginaire/Éditions L'Âge d'Homme: Tarbes,1987.

## Filmografia
- Tchicaya, la petite feuille qui chante son pays, film de Léandre-Alain Baker, Play Film, Paris, 2001, 52 min (DVD), seleccionat al Festival d'Amiens en 2001, al FESPACO en 2003. (Diffusion sur France Ô et TV5)